# Чижатиці
Чи́жатице, Чіжатіце (словац. Čižatice) — село в окрузі Кошиці-околиця Кошицького краю Словаччини. Площа села 7,67 км². Станом на 31 грудня 2016 року в селі проживало 395 жителів.
В селі розташована грекокатолицька церква.

## Історія
Перші згадки про село датуються 1299 роком.

## Географія
Протікає річка Трстянка.

## Населення
| Рік:            | 1994. | 2004.   | 2014.   | 2024.   |
| --------------- | ----- | ------- | ------- | ------- |
| Кількість осіб: | 362   | 364     | 385     | 409     |
| Різниця:        |       | +0,55 % | +5,76 % | +6,23 % |

| Рік:            | 2023. | 2024.   |
| --------------- | ----- | ------- |
| Кількість осіб: | 403   | 409     |
| Різниця:        |       | +1,48 % |